# Алоїз Вазніс
Алоїз Вазніс (лит. Aloizs Vaznis, нар. 11 квітня 1934 — 9 лютого 2020) — офіцер внутрішніх справ Латвії, юрист і політик. Перший міністр внутрішніх справ Латвійської Республіки під час відновлення незалежності (1990-1991), пізніше присяжний адвокат. Співавтор сценарію художнього фільму Ризької кіностудії «Малинове вино».

## Біографія
Народився 11 березня 1934 року в Ризі. Навчався в Ризькі 14-та середній школі. Працював у вечірній середній школі робітничої молоді, працював організатором культурно-масової роботи в туберкульозній лікарні, підробляв музикантом у ресторані «Ліра». Навчався на юридичному факультеті Латвійського державного університету (1952-1958). Після закінчення університету 35 років пропрацював у структурах МВС Латвійської РСР оперативним співробітником, був начальником карного розшуку та очолював Управління по боротьбі з розкраданням соціалістичної власності (ОБХСС).
З 1990 по 1991 рік Алоїз Важніс був першим міністром внутрішніх справ відновленої Латвійської Республіки в Раді міністрів на чолі з Іварсом Годманісом . Він очолив міністерство в той час, коли старі структури внутрішніх справ руйнувалися (міністром внутрішніх справ ЛПСР був Бруно Штайнбрікс), злочинність стрімко зростала. Під час барикад очолював опір лояльних латвійському уряду ополченців атакам ризького ОМОНу. У 1991 році пішов у відставку з посади міністра (його змінив Зієдоніс Чеверс).
Після відходу з політики був присяжним адвокатом. У 2002 році 8 пройшли безуспішно. Вибори до Сейму від партії «Латгальське світло».
Помер у 9 лютого 2020 року.

## Нагороди
- Орден Червоної Зірки СРСР
- Медаль СРСР «За бойові заслуги»